# Taverne (Feldafing)

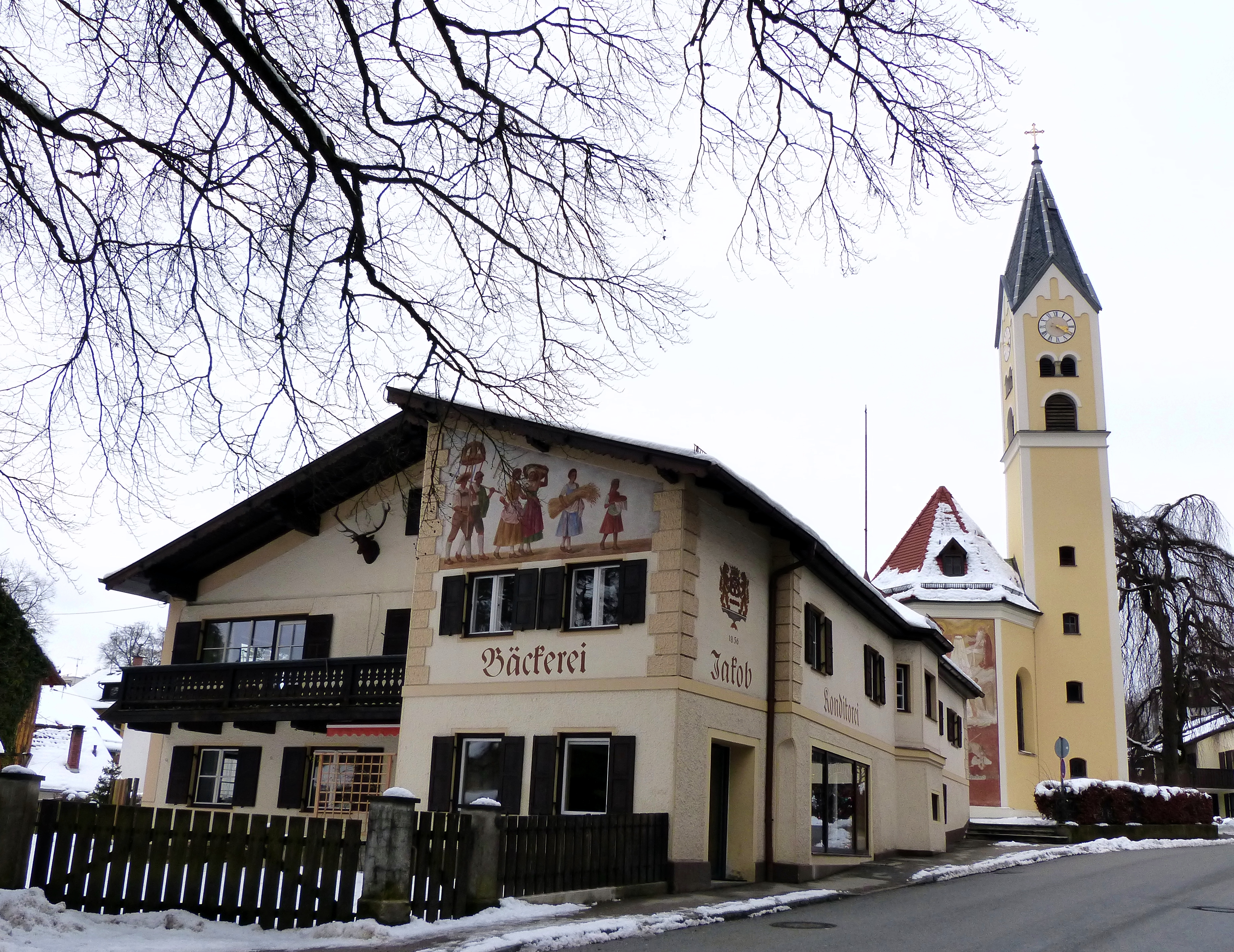
Ehemalige Taverne in Feldafing

Die ehemalige Taverne in Feldafing, einer Gemeinde im oberbayerischen Landkreis Starnberg, wurde im Kern 1613 errichtet. Die Taverne am Am Kirchplatz 11, unterhalb der Kirche St. Peter und Paul, ist ein geschütztes Baudenkmal.
Der zweigeschossige Flachsatteldachbau besitzt an der Nordseite einen Erker. Umbauten erfolgten 1856 und in der zweiten Hälfte des 20. Jahrhunderts.
Heute wird das Gebäude als Bäckerei genutzt.